# 妖怪伝 猫目小僧
『妖怪伝 猫目小僧』（ようかいでん ねこめこぞう）は、1976年4月1日から同年9月30日まで東京12チャンネル（現・テレビ東京）で放送されていたテレビアニメである。全24話（本放送時には再放送あり：全27回）。放送時間は毎週木曜 19:00 - 19:30 （日本標準時）。

## 概要
楳図かずおの漫画『猫目小僧』を原作とするが、アニメ化するにあたって主人公の猫目小僧は原作よりも優しく大人しい性格に変更されており、各話のストーリーの筋立てもホラーものというよりは勧善懲悪ものに近い構成となった。また、主人公の母親探しにも比重が置かれ、最終話のラストは主人公と母との再会で締めくくられた。
本作は、一般的なアニメのようにセル画を用いたコマ撮り撮影ではなく、全編切り紙アニメーションで制作され、劇画タッチの切り絵に特殊効果を加えた手法は「ゲキメーション」（劇画＋アニメーションの造語）と呼ばれる。勧善懲悪寄りのストーリーではあるが、その独特の映像効果は当時の子供達にホラー感を抱かせるには十分効果的であった。
原作者の楳図かずおがオープニング主題歌の作詞・作曲とエンディング主題歌の作詞を担当した。本放送当時、楳図が『週刊少年サンデー』に連載していた『まことちゃん』の劇中において本作の宣伝が行われていた。
1976年当時の東京12チャンネルは自身の系列ネット局を持っていなかったが、本放送時に系列外である山陰中央テレビ、石川テレビ、南日本放送の3局が同時ネットを実施した。
1977年に富士フイルム技術賞（第10回）を受賞している。

## ストーリー
妖怪の世界では300年に一度の猫又の子供として生まれてきた猫目小僧。しかし、彼は人間に似た姿で生まれてきたために、父親は妖怪たちの怒りを買って殺されてしまい、猫目小僧は妖怪から見捨てられてしまう。猫目小僧は、まだ見ぬ母親を探して妖怪退治をしながら旅をする。

## キャスト
- 猫目小僧 - 堀絢子
- 美弥、静江、ユキオの母 - 木村令子
- 旅僧他 - 増岡弘
- なだれまねき他 - 矢田耕司
- 首なが、地むぐり他 - 岡田道郎
- たつお他 - 菅谷政子
- やよい他 - 白川澄子
- 妖木こだま他 - 北村弘一
- ユキオ他 - 戸部光代
- かすみ他 - 桂玲子
- なみだ婆他 - 京田尚子
- 泣き男他 - 青森伸
- 鹿股裕司
- 金月真美
- 横沢啓子

- 渡辺典子
- 内海敏彦
- 加藤精三
- 木原正二郎
- 八奈見乗児
- 沢りつお
- 神戸みどり
- 三橋洋一
- 田中秀子
- 滝雅也
- 叶杏子
- 江川菜子
- 柿崎澄子
- ほか
- 語り手 - 池田勝彦

## スタッフ
- 原作 - 楳図かずお
- 企画 - 和光プロ
- 総監督 - 土屋啓之助
- プロデューサー - 近藤伯雄（東京12チャンネル）、高橋澄夫
- 脚本 - 雨宮雄児
- キャラクター設定 - 箱守安照
- 演出 - 高橋安信
- 演出助手 - 秦衛
- コンテ - 森澄徳行、吉田浩
- ペン画 - 樋川武輝、内田有紀彦、山崎隆生、鈴木孝夫、猿山二郎
- 撮影 - 君塚邦彦、野口明
- 照明 - 大西顕正
- 特美 - 北村剛志、望月澄人
- 美術 - 秋吉佑喜慎
- 背景 - 有元秀光
- 操演 - 与世山寛
- 音楽 - 西山真彦
- 編集 - 西出栄子
- 効果 - スワラプロ、伊藤克巳
- 録音ディレクター - 石田忠賢
- 録音 - 早稲田アバコスタジオ
- 現像 - 東京現像所
- 協力 - ビデオプロモーション
- 制作担当 - 森澄徳行、佐藤光雄
- 製作 - 東京12チャンネル、和光プロダクション

## 主題歌
オープニングテーマ「猫目小僧」
作詞・作曲 - 楳図かずお / 編曲 - 渡辺宙明 / 歌 - 堀江美都子、コロムビアゆりかご会
エンディングテーマ「見ろよ! この目を」
作詞 - 楳図かずお / 作曲・編曲 - 渡辺宙明 / 歌 - 堀江美都子

## 各話リスト
| 話数 | サブタイトル                   | コンテ   |
| ---- | ------------------------------ | -------- |
| 1    | 子育て仁王                     | 森澄徳行 |
| 2    | くびなが塚                     | 森澄徳行 |
| 3    | 対決! 怨念（うらみ）の地むぐり | 森澄徳行 |
| 4    | 母のおもかげ                   | 吉田浩   |
| 5    | なみだ婆と泣き男               | 吉田浩   |
| 6    | 哀れ、浜ドクロ                 | 吉田浩   |
| 7    | ずんべらの呪い                 | 吉田浩   |
| 8    | 地獄もどき                     | 吉田浩   |
| 9    | 謎の闇法師                     | 吉田浩   |
| 10   | 血の呪い 山女郎                | 吉田浩   |
| 11   | 湖の怪、べったり               | 吉田浩   |
| 12   | ゆさぶり坊主                   | 吉田浩   |
| 13   | 妖石の怒り                     | 吉田浩   |
| 14   | 怪奇、鏡に住む女               | 吉田浩   |
| 15   | 月夜に泣くぬれ女               | 吉田浩   |
| 16   | 釣鐘のうらみ                   | 吉田浩   |
| 17   | 怪奇、百年亀のくし             | 吉田浩   |
| 18   | 霊が目ざめた丘                 | 吉田浩   |
| 19   | 霧の谷の魔女                   | 吉田浩   |
| 20   | すてられた人形の涙             | 吉田浩   |
| 21   | 祭りばやしが霊を呼ぶ           | 吉田浩   |
| 22   | 雨の夜に聞える泣き声           | 吉田浩   |
| 23   | 夜の理科実験室                 | 吉田浩   |
| 24   | 涙の再会                       | 吉田浩   |

## 映像ソフト化
1990年代初頭に、12話分（第1・2・3・4・8・9・10・14・15・16・19・24話）を収録したVHSビデオカセットと全24話を収録したLD-BOXが発売された。また、実写版劇場映画『猫目小僧』収録DVDに第1話から第3話までが特典映像として収録された。全話を収録したDVDは発売されていない。